# Kumbaya
Kumbaya, auch Kum ba yah, ist der Titel eines bekannten Spirituals. Er wurde erstmals 1926 auf einem Wachszylinder aufgezeichnet, der sich heute im American Folklife Center der Library of Congress (US-Kongressbibliothek) befindet. Die Worte „Kum ba yah“ sind kreolischen Ursprungs und bedeuten in Gullah, der Sprache der Afro-Amerikaner in den Küstenregionen von North Carolina, South Carolina, Georgia und Florida, „Komm hierher!“. Das Lied ist ursprünglich ein einfacher Appell an Gott, herzukommen und zu helfen.
Der Sänger auf dem Wachszylinder hieß Henry Wylie, das Lied wurde in der Nähe von Darien in Georgia von Robert Winslow Gordon, dem Begründer des Archive of American Folk Song an der Kongressbibliothek, im Jahr 1928 aufgezeichnet. Gordon nahm zwischen 1926 und 1928 noch drei weitere Versionen dieses Songs auf, wobei einer von Daniel in der Löwengrube handelt.
Aus dem Jahr 1926 hat sich außerdem ein Manuskript dieses Lieds mit dem Titel Oh, Lord, Won’t You Come By Here („Oh Herr, willst Du nicht hierher kommen“) aus Alliance (North Carolina) erhalten. Dieses Lied wurde im Rahmen eines Schulprojekts von der Schülerin Minnie Lee ihrem damaligen Lehrer Julian Parks Boyd übergeben, der später ein bekannter Historiker wurde und dessen gesammelte Folksongs sich ebenfalls im Archive of American Folk Song der Kongressbibliothek befinden.
Die Behauptung des New Yorker Geistlichen Marvin V. Frey (1918–1992), er habe das Lied in den 1930er Jahren verfasst, trifft nicht zu. Allerdings fand es durch ihn Eingang in die Kirchenmusik und hierüber in die US-amerikanische Volksmusik. So wurde es bereits 1958 von Pete Seeger gesungen und mit den kurzzeitig wiedervereinigten The Weavers 1959 aufgenommen. Es folgten The Seekers und später Joan Baez. Das Lied wurde zu einer der Hymnen der Bürgerrechtsbewegung und wird in den USA bis heute damit verbunden.
In den 1990er Jahren wurde in Kanada jährlich das „Kumbaya-Festival“ veranstaltet, das als Musikfestival Geld für kanadische Gruppen sammelte, die sich im Bereich von HIV und AIDS engagieren. 2001 wurde das Lied in einer Aufnahme von Michael Mittermeier vs. Guano Babes (= Guano Apes) unter dem Titel Kumba yo! auch als Musikvideo herausgegeben. Im Dezember 2006 legte es Mickie Krause als Stimmungsschlager neu auf.
Heute ist das Lied auch in religiösen und nicht-religiösen Kreisen, beispielsweise an Lagerfeuern, beliebt.
Der Titel des Liedes wird im englischsprachigen Raum oft auch sarkastisch verwendet, um entweder die Spiritualität und die zwischenmenschlichen Beziehungen zu verspotten oder um deren Oberflächlichkeit zu kritisieren.
US-Präsident Joe Biden reflektierte das Gipfeltreffen mit Wladimir Putin am 16. Juni 2021 als „kein Kumbaya-Moment“ im Sinn von konfliktgeladen.

## Coverversionen
- Die deutschsprachige Webserie Kumbaya! nutzt eine instrumentale Neuauflage des Liedes Kumbaya als Titelmelodie.[6]
- Waldemar Matuška setzte in einer tschechischsprachigen Coverversion (Himaláj) dem höchsten Gebirge der Welt ein musikalisches Denkmal.